# Melissa Leo
Melissa Chessington Leo, född 14 september 1960 på Manhattan i New York, är en amerikansk skådespelare, främst känd för rollen som polisen Kay Howard i TV-serien Uppdrag: mord (Homicide: Life on the Street) 1993–1997. Hon belönades med en Oscar i kategorin Bästa kvinnliga biroll för sin roll i filmen The Fighter 2011.
Hon har en son, född 1987, tillsammans med skådespelaren John Heard.

## Filmografi (i urval)
- 1993–1997 – Uppdrag: mord (TV-serie)
- 1993 – Balladen om Little Jo
- 2003 – 21 gram
- 2005 – Hide and Seek
- 2005 – The Three Burials of Melquiades Estrada
- 2008 – Frozen River
- 2010 – Welcome to the Rileys
- 2011 – The Fighter
- 2011 – Mildred Pierce (TV-serie)
- 2012 – Flight
- 2013 – Oblivion
- 2013 – Olympus Has Fallen
- 2013 – Prisoners
- 2014 – The Equalizer
- 2015 – The Big Short
- 2016 – London Has Fallen
- 2018 – The Ashram
- 2020 – I Know This Much Is True